# Christine Jorgensen
Christine Jorgensen, urodzona jako George Jorgensen, Jr., (ur. 30 maja 1926 w Nowym Jorku, zm. 3 maja 1989 w San Clemente, Kalifornia) – Amerykanka duńskiego pochodzenia, pierwszy głośny przypadek operacyjnej korekty płci; sławna w latach pięćdziesiątych jako pierwsza transpłciowa kobieta, która publicznie mówiła na temat przebytej operacji korekty płci z męskiej na żeńską.
Jorgensen stała się sensacją medialną, kiedy 1 grudnia 1952 jej zdjęcie pojawiło się w dzienniku „New York Daily News”, a w artykule zatytułowanym Ex-GI Becomes Blonde Beauty (Były żołnierz stał się piękną blondynką) opisano jej operację korekty płci. Była to pierwsza tego typu udana operacja, którą przeprowadzono w Danii – ale nie pierwsza na świecie; operacje takie przeprowadzano już od lat trzydziestych.
Po operacji Jorgensen stała się nieoficjalną rzeczniczką osób transseksualnych. Zmarła na raka w wieku 62 lat.